# گگه‌لی
گگه‌لی (به لاتین: Gəgəli) یک منطقه مسکونی در جمهوری آذربایجان است که در شهرستان آق‌سو واقع شده است. گگه‌لی ۳۵۰۲ نفر جمعیت دارد.

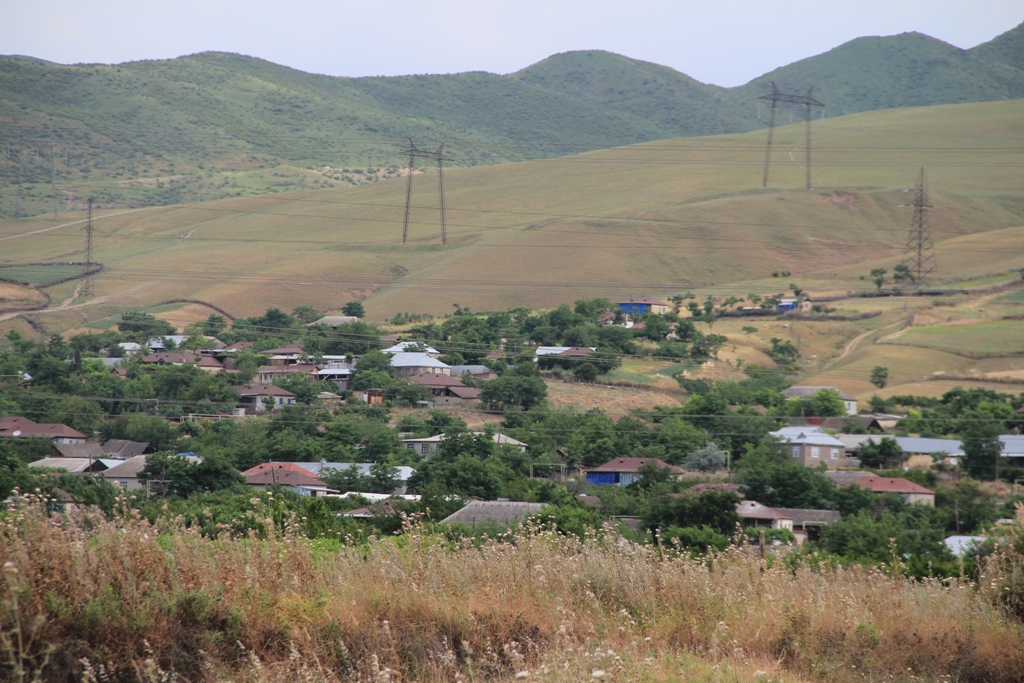
نمایی از گگه‌لی